# لويس نوغويرا
لويس نوغويرا (بالإسبانية: Luis Noguera) هو لاعب تايكوندو فنزويلي، ولد في 12 أكتوبر 1973 في كاراكاس في فنزويلا.

## وصلات خارجية
- لويس نوغويرا على موقع TaekwondoData.com (الإنجليزية)
- لويس نوغويرا على موقع أوليمبيديا (الإنجليزية)